# Agatudse
Agatudse (Rhinella marina), er en stor, terrestrisk tudse, der er hjemmehørende i Sydamerika og på fastlandet i Mellemamerika, men som også er blevet introduceret til adskillige øer i Oceanien og Caribien og det nordlige Australien. Den er medlem af slægten Rhinella, som omfatter mange tudsearter i Central- og Sydamerika. Den er tidligere klassificeret i slægten Bufo.
Agatudsen er en gammel art. En fossil tudse (eksemplar UCMP 41159) fra miocæntiden i La Venta i Colombia kan ikke skelnes fra moderne agatudser fra det nordlige Sydamerika. Det blev opdaget i en flodsletteaflejring, hvilket tyder på, at R. marinas habitatpræferencer længe har været for åbne områder. Agatudsen er meget frugtbar; hunnerne lægger en enkelt klump med tusindvis af æg. Dens reproduktive succes skyldes til dels opportunistisk fødevalg: den har en usædvanlig kost blandt springpadderne, som består af dødt og levende indhold. Voksne tudser er i gennemsnit 10-15 cm lange; det største registrerede eksemplar havde en længde fra snude til kloak på 24 cm.
Agatudsen har giftkirtler, og haletudserne er meget giftige for de fleste dyr, hvis de spises. Dens giftige hud kan dræbe mange dyr, både vilde og tamme, og agatudser er særligt farlige for hunde. På grund af sin glubske appetit er agatudsen blevet introduceret til mange regioner i Stillehavsområdet og de caribiske øer som en metode til skadedyrsbekæmpelse i landbruget. Agatudsen betragtes nu som et skadedyr og en invasiv art mange af de steder den er indført til.

## Taksonomi
Agatudsen er en af de mange arter beskrevet af Carl Linnaeus i hans værk Systema Naturae (10. udgave, 1758). Linné baserede det specifikke tilnavn marina på en illustration af den hollandske zoolog Albertus Seba, som fejlagtigt troede, at agatudsen fandtes i både terrestriske og marine miljøer.
Slægten Rhinella anses nu for at udgøre en særskilt slægt i tudser hvilket betyder at det videnskabelige navn på agatudsen er ændret. Det specifikke navn er ændret fra marinus (maskulin form) til marina (feminin form) for at være i overensstemmelse med reglerne for kønsoverensstemmelse som fastsat i det internationale kodeks for zoologisk nomenklatur, og det binomiale navn er ændret fra Bufo marinus til Rhinella marina; det binomiale Rhinella marinus blev efterfølgende introduceret som et synonym på grund af stavefejl af Pramuk, Robertson, Sites og Noonan (2008).
Siden 2016 er agatudsebestande hjemmehørende i Mesoamerika og det nordvestlige Sydamerika nogle gange anset for at være en separat art, Rhinella horribilis.
I Australien kan voksne agatudser forveksles med store indfødte frøer fra slægterne Limnodynastes, Cyclorana og Mixophyes. Disse arter kan skelnes fra agatudsen ved at de ikke som denne har store parotoidkirtler bag øjnene og heller ikke på en kam mellem næsebor og øjne. Agatudser er blevet forvekslet med frøen Heleioporus australiacus, fordi begge er store og vortede; frøarten kan dog let skelnes fra agatudsen ved sine lodrette pupiller og sølvgrå (i modsætning til gyldne) iris. Unge agatudser kan forveksles med arter af slægten Uperoleia, men de voksne eksemplarer kan kendes ved manglen på lys farve på lysken og lårene.
I USA minder agatudsen meget om flere tudsearter. Især kan den forveksles med Bufo terrestris, som kan skelnes ved tilstedeværelsen af to knopper foran parotoidkirtlerne. 

### Taksonomi og evolution
Agatudsens genom er blevet sekventeret, og nogle australske forskere mener, at dette vil hjælpe med at forstå, hvordan tudsen hurtigt kan udvikle sig til at tilpasse sig nye miljøer, virkemåden af dens gift og give nye muligheder for at standse artens ekspansion gennem Australien og andre steder hvor den har spredt sig som et invasivt skadedyr.
Undersøgelser af genomet bekræfter dets evolutionære oprindelse i den nordlige del af Sydamerika og dets tætte slægtskab med Rhinella diptycha og andre lignende arter af slægten. Undersøgelser tyder på, at Rhinella marina divergerede for mellem 2,75 og 9,40 millioner år siden.
En nylig opsplitning af arten i yderligere underarter kan have fundet sted for cirka 2,7 millioner år siden efter adskillelse af populationer af de stigende venezuelanske Andesbjerge.

## Beskrivelse
Agatudse er stor og den største art i tudsefamilien. Hunnerne er betydeligt længere end hannerne med en typisk længde på 10-15 cm og et maksimum på 24 cm. De største tudser er ofte fundet i områder med lavere populationstæthed. De har en forventet levetid på 10 til 15 år i naturen og kan leve betydeligt længere i fangenskab, hvor et eksemplar er rapporteret at have levet i 35 år.
Agatudsens hud er tør og vortet. Distinkte kamme over øjnene løber ned ad snuden. Forskellige agatudser kan være grå, gullige, rødbrune eller olivenbrune med varierende mønstre. Der er en stor parotoidkirtel bag hvert øje. Undersiden er cremefarvet og kan have pletter i sorte eller brune nuancer. Pupillerne er vandrette og iriserne gyldne. Tæerne har en kødagtig svømmehinde ved deres basis, og fingrene er uden svømmehinde.
Typisk har unge agatudser glat, mørk hud, nogle eksemplarer har en rød farve. Unge tudser mangler de voksnes store parotoidkirtler, så de er normalt mindre giftige. Haletudserne er små og ensartet sorte, og de lever på bunden har tendens til at danne stimer. Haletudserne er mellem 10 og 25 mm lange.

## Økologi, adfærd og livshistorie
Det videnskabelige navn Rhinella marina antyder en forbindelse til havet, men agatudser lever ikke i havet. Laboratorieforsøg tyder dog på, at haletudser kan tåle saltkoncentrationer på 15 % af havvands (omkring 5,4 ‰), og der er fundet levende haletudser og tudser ved saltholdigheder på 27,5 ‰ på Coiba Island, Panama.[32] Agatudsen lever i åbne græsarealer og skove og har vist en "særlig præference" for områder, der er modificeret af mennesker, såsom haver og dræningsgrøfter. I deres oprindelige levesteder kan tudserne findes i subtropiske skove, selvom tæt løv har en tendens til at begrænse deres spredning.
Agatudsen begynder livet som et æg, der lægges som en del af lange strenge af gelé i vand. En hun lægger 8.000-25.000 æg på én gang, og strengene kan strække sig op til 20 m i længden. De sorte æg er dækket af en membran, og deres diameter er omkring 1,7-2,0 mm. Den hastighed, hvormed et æg vokser til en haletudse, stiger med temperaturen. Haletudser klækkes typisk inden for 48 timer, men perioden kan variere fra 14 timer til næsten en uge. Denne proces involverer normalt tusindvis af haletudser – som er små, sorte og har korte haler – som danner grupper. Det tager mellem 12 og 60 dage for haletudserne at udvikle sig til tudser, og typisk er tiden fire uger. På samme måde som de voksne tudser er æg og haletudser giftige for mange dyr.
Når de udvikles, er unge tudser typisk omkring 10-11 mm lange, og vokser hurtigt. Mens vækstraten varierer efter region, tid på året og køn, er en gennemsnitlig vækstrate i staten på 0,647 mm om dagen og senere 0,373 mm om dagen. Væksten aftager typisk, når tudserne bliver kønsmodne. Den hurtige vækst er vigtig for deres overlevelse; i perioden mellem metamorfose og voksne mister de unge tudser den giftighed, der beskyttede dem som æg og haletudser, indtil de har fuldt udviklet parotoidkirtlerne, der producerer bufotoksin. Kun anslået 0,5 % af agatudserne når at blive voksne, delvist fordi de mangler dette forsvar – men også på grund af kannibalisme blandt haletudserne. Selvom kannibalisme forekommer i den indfødte population i Sydamerika, har den hurtige udvikling i den unaturligt store population i Australien skabt haletudser, der er 30 gange mere tilbøjelige til at være interesserede i at kannibalisere deres søskende, og 2,6 gange mere tilbøjelige til faktisk at gøre det. De har også udviklet sig til at forkorte deres haletudsefase som reaktion på tilstedeværelsen af ældre haletudser. Disse ændringer er sandsynligvis genetiske, selvom der ikke er fastlagt noget genetisk grundlag.
Som med vækstrater varierer det tidspunkt, hvor tudserne bliver kønsmodne, i forskellige regioner. I New Guinea nås kønsmodenhed af huntudser med en snude-kloaklængde mellem 70 og 80 mm, mens tudser i Panama opnår modenhed, når de er mellem 90 og 100 mm lange. I tropiske områder, såsom deres oprindelige levesteder, sker ynglen hele året, men i subtropiske områder sker ynglen kun i varmere perioder, der falder sammen med begyndelsen af regntiden.
Det anslås, at agatudsen har et kritisk termisk maksimum på 40-42 °C og et minimum på omkring 10-15 °C. Disse områder kan ændre sig som følge af tilpasning til det lokale miljø. Agapadder fra nogle populationer kan justere deres termiske tolerance inden for få timer efter at være blevet udsat for lave temperaturer. Tudsen er i stand til hurtigt at tilpasse sig kulden ved hjælp af fysiologisk plasticitet, selv om der også er tegn på, at mere nordlige populationer af agatudser i USA er bedre kuldetilpasset end sydligere populationer. Disse tilpasninger har gjort det muligt for agatudsen at etablere invasive bestande over hele verden. Paddens evne til hurtigt at tilpasse sig termiske ændringer tyder på, at de nuværende modeller måske undervurderer det potentielle område af levesteder, som padden kan befolke. Agatudsen har en høj tolerance over for vandtab; nogle af dem kan modstå et tab af kropsvand på 52,6 %, hvilket gør det muligt for dem at overleve uden for tropiske miljøer.

### Kost
De fleste frøer identificerer byttet ved hjælp af bevægelse, og synet synes at være den primære metode, hvormed agatudsen opdager byttet; den kan dog også finde føde ved hjælp af lugtesansen. De spiser et bredt udvalg af materialer; ud over det normale bytte af små gnavere og andre små pattedyr, krybdyr, andre padder, fugle og endda flagermus og en række hvirvelløse dyr (såsom myrer, biller, ørentviste, guldsmede, græshopper, næbmunde, krebsdyr, og snegle), spiser de også planter, hundemad, kattemad, afføring og husholdningsaffald. [49]

### Forsvar
Huden på den voksne agatudse er giftig, og det samme gælder de forstørrede parotoidkirtler bag øjnene og andre kirtler på hele ryggen. Når tudsen er truet, udskiller dens kirtler en mælkehvid væske, der kaldes bufotoksin. Bestanddele af bufotoksin er giftige for mange dyr; og der er endda registreret dødsfald blandt mennesker som følge af indtagelse af agatudser. Hunde er især tilbøjelige til at blive forgiftet ved at slikke eller bide tudser.
Bufotenin, et af de kemikalier, der udskilles af agatudsen, er klassificeret som et stof på liste 9 i australsk lovgivning sammen med heroin og LSD . Virkningerne af bufotenin menes at ligne virkningerne af en mild forgiftning; stimuleringen, som omfatter milde hallucinationer, varer mindre end en time. Da agatudsen udskiller bufotenin i små mængder og andre giftstoffer i relativt store mængder, kan det at slikke på tudsen medføre alvorlig sygdom eller død.
Ud over at frigive gift er agatudsen i stand til at puste sine lunger op, puste sig op og løfte sin krop op fra jorden for at virke højere og større for et potentielt rovdyr.
Siden 2011 har forskere i Kimberley-regionen i det vestlige Australien brugt giftige pølser indeholdende tudsekød i et forsøg på at beskytte indfødte dyr mod agatudsers dødelige påvirkning. Western Australian Department of Environment and Conservation har sammen med University of Sydney udviklet denne lokkemad som et redskab til at træne indfødte dyr til ikke at spise tudserne. Ved at blande stumper af tudse med et kvalmefremkaldende kemikalie, træner lokkemaden dyrene til at holde sig væk fra padderne.

### Rovdyr
Mange arter spiser agatudsen og dens haletudser i dens oprindelige habitat, herunder brednæset kaiman (Caiman latirostris), nogle slanger (som Leptodeira annulata), ål (familien Anguillidae), killifisk, klippeflaghale (Kuhlia rupestris), nogle arter af malle (ordenen Siluriformes), nogle arter af ibis (underfamilien Threskiornithinae), og kuglemyrer (Paraponera clavata).
Rovdyr uden for agatudsens oprindelige udbredelsesområde omfatter fløjteglente (Haliastur sphenurus), rakali (Hydromys chrysogaster), sort rotte (Rattus rattus) og båndvaran (Varanus salvator). Det er blevet rapporteret, at australsk frømund (Podargus strigoides) og stor frømund (Podargus papuensis) æder agatudser; nogle australske krager (Corvus spp.) har også lært strategier, der gør det muligt for dem at æde agatudser, såsom at bruge næbbet til at vende tudserne om på ryggen.
Pungrotter af slægten Didelphis kan sandsynligvis spise agatudser.  Myrer af arten Iridomyrmex purpureus er upåvirkede af agatudsens toksiner, så de er i stand til at dræbe dem. Agatudsens normale reaktion på angreb er at stå stille og lade dens gift dræbe angriberen, hvilket gør det muligt for myrerne at angribe og spise tudsen. Skildpadder af arten Myuchelys latisternum er også set spise agatudser.

## Udbredelse
Agatudsen er hjemmehørende i Amerika, og dens udbredelsesområde strækker sig fra Rio Grande-dalen i det sydlige Texas til det centrale Amazonasområde og det sydøstlige Peru samt nogle af de kontinentale øer nær Venezuela (bl.a. Trinidad og Tobago). Dette område omfatter både tropiske og halvtørre miljøer. Tætheden af agatudsen er betydeligt lavere inden for dens oprindelige udbredelsesområde end på steder, hvor den er blevet indført. I Sydamerika er tætheden registreret til at være 20 voksne pr. 100 m kystlinje, 1 til 2 % af tætheden i Australien.

### Som en indført art
Stoktudsen er blevet introduceret til mange regioner i verden – især i Stillehavsområdet – til biologisk bekæmpelse af skadedyr i landbruget. Disse introduktioner er generelt blevet veldokumenterede, og agatudsen kan være en af de mest undersøgte af alle indførte arter.
Før begyndelsen af 1840'erne var agatudsen blevet indført på Martinique og Barbados fra Fransk Guyana og Guyana. I 1844 blev den indført på Jamaica i et forsøg på at reducere rottebestanden. Den formåede at bekæmpe gnaverne, men agatudsen blev indført til Puerto Rico i begyndelsen af det 20. århundrede i håb om, at den ville modvirke en billeangreb, der hærgede i sukkerrørsplantager. Det var en succes og stoppede de økonomiske skader, som billerne forårsagede, hvilket fik videnskabsfolk i 1930'erne til at anbefale den som en ideel løsning på skadedyr i landbruget.
Som følge heraf fulgte mange lande i Stillehavsområdet Puerto Ricos eksempel og indførte padden i 1930'erne. Indførte populationer findes i Australien, Florida, Papua Ny Guinea, Filippinerne, Ogasawara, Ishigaki og Daitō-øerne i Japan, Nantou og Caotun i Taiwan, de fleste caribiske øer,  Fiji og mange andre stillehavsøer, inklusive Hawaii . Siden da er agatudsen blevet et skadedyr i mange værtslande og udgør en alvorlig trussel mod indfødte dyr. 

## Anvendelse
Udover brugen som biologisk bekæmpelse af skadedyr, har agatudsen haft en række andre anvendelser. Traditionelt "malkede" Embera-Wounaan-folkene inden for tudsens naturlige udbredelsesområde i Sydamerika tudserne for deres toksin, som derefter blev brugt som en pilegift. Toksinerne kan være blevet brugt som et enteogen af Olmek-folket. Tudsen er blevet jaget som fødekilde i dele af Peru og spist efter omhyggelig fjernelse af huden og parotoidkirtlerne. Når det er korrekt tilberedt, anses tudsens kød for at være sundt og som en kilde til omega-3 fedtsyrer. På det seneste er tudsens toksiner blevet brugt på en række nye måder: bufotenin er blevet brugt i Japan som afrodisiakum og en hårforbedrende middel, og i hjertekirurgi i Kina for at sænke patienternes hjertefrekvens. Forskning har antydet, at agatudsens gift måske kan anvendes til behandling af prostatakræft .
Andre moderne anvendelser af agatudsen omfatter graviditetstest, som kæledyr, laboratorieforskning og produktion af lædervarer. Graviditetstest blev udført i midten af det 20. århundrede ved at sprøjte urin fra en kvinde ind i en hantudses lymfesække, og hvis spermatozoer dukkede op i tudsens urin, blev patienten anset for at være gravid. Testene med tudser var hurtigere end dem med pattedyr; tudserne var nemmere at opdrætte, og selvom den første opdagelse i 1948 brugte Bufo arenarum til testene, blev det hurtigt klart, at en række forskellige arter af springpadder var egnede, heriblandt agatudsen. Som et resultat blev der brugt tudser til dettei omkring 20 år. Som et forsøgsdyr har agatudsen adskillige fordele: de er talrige og nemme og billige at opdrætte og håndtere. Brugen af agatudsen i forsøg startede i 1950'erne, og i slutningen af 1960'erne blev store mængder indsamlet og eksporteret til gymnasier og universiteter. Siden da har en række australske stater indført eller strammet importreglerne.
Der er flere kommercielle anvendelsesmuligheder for døde agatudser. Agatudsehud bearbejdes til læder. Udstoppede agatudser sælges i souvenirbutikker til turister. Der er gjort forsøg på at fremstille gødning fra tudsekroppe. 

## Invasiv art
Agatudser udgør en alvorlig trussel mod indfødte arter, når de indføres i et nyt økosystem. Den er klassificeret som en invasiv art i over 20 lande, og der findes adskillige rapporter om agatudser, der kommer til et nyt område og derefter medfører en nedgang i biodiversiteten i det pågældende område. Det mest dokumenterede område med agatudsens invasion og efterfølgende virkning på de oprindelige arter er Australien, hvor der er gennemført adskillige undersøgelser og observationer af paddens fremgang. Blandt andet bestandene af pungmåren Dasyurus hallucatusn og varanen Varanus mertensi, der er hjemmehørende i Syd- og Sydøstasien, er negativt påvirkede.